# جون كيربي (ممثلة)
جون كيربي (بالإنجليزية: June Kirby)‏ هي ممثلة أمريكية، ولدت في 1928 في بروكلين في الولايات المتحدة.

## وصلات خارجية
- جون كيربي (ممثلة) على موقع IMDb (الإنجليزية)
- جون كيربي (ممثلة) على موقع قاعدة بيانات برودواي على الإنترنت (الإنجليزية)
- جون كيربي (ممثلة) على موقع قاعدة بيانات الفيلم (الإنجليزية)